# Medicosma articulata
Medicosma articulata är en vinruteväxtart som beskrevs av Thomas Gordon Hartley. Medicosma articulata ingår i släktet Medicosma och familjen vinruteväxter. Inga underarter finns listade i Catalogue of Life.